# Dzidriņas
Dzidriņas è un villaggio di 68 abitanti della parrocchia di Stopiņi nella regione storica di Vidzeme, e la regione di Riga, nella Lettonia centrale.